# Quan hệ liên văn hóa

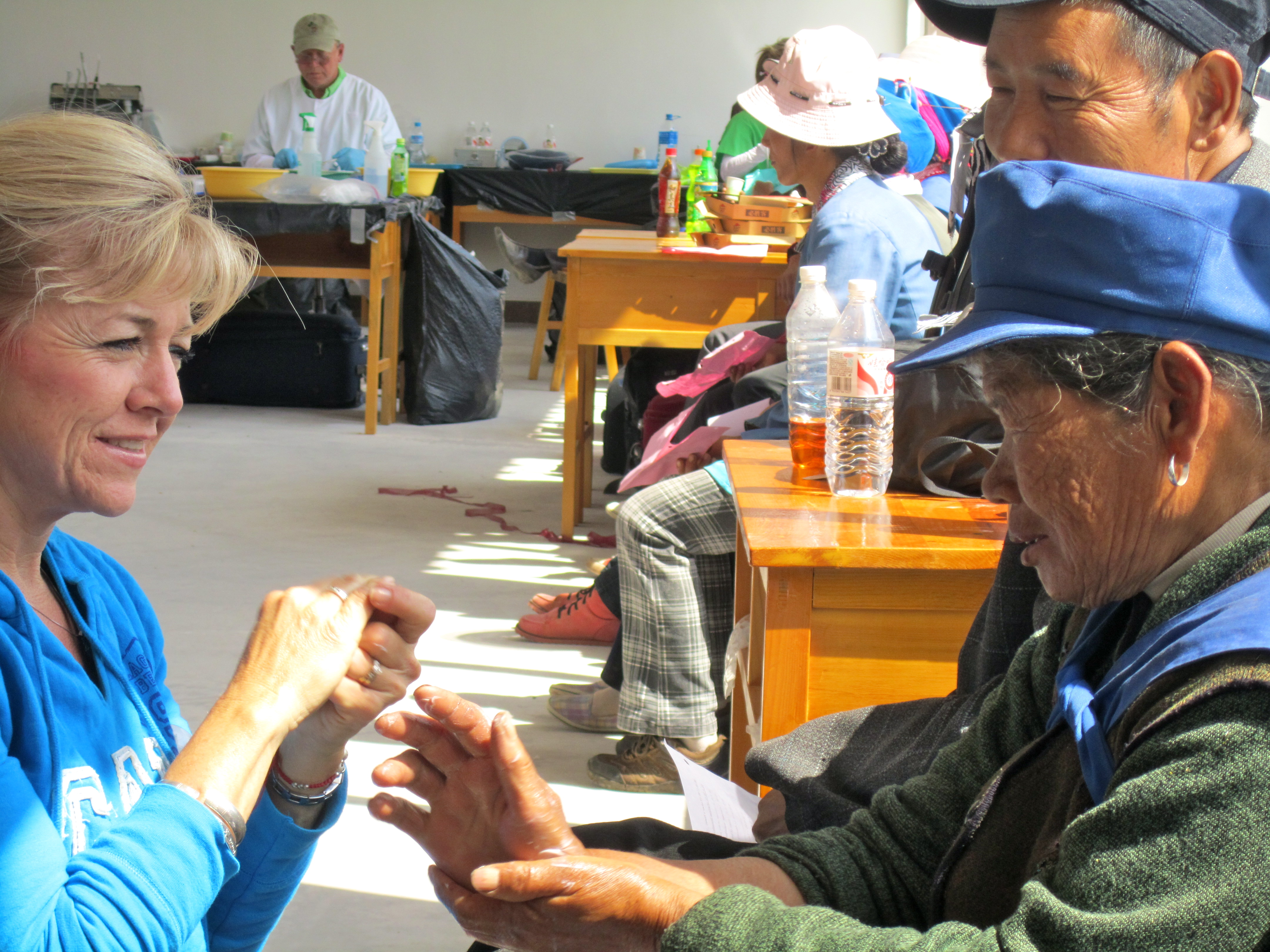
Một tương tác liên văn hóa ở tỉnh Vân Nam, Trung Quốc

Quan hệ liên văn hóa, đôi khi được gọi là Nghiên cứu liên văn hóa, là một ngành chính thức tương đối mới của nghiên cứu khoa học xã hội. Đây là một môn học thực tế, đa lĩnh vực được thiết kế để đào tạo sinh viên với mục đích để hiểu, giao tiếp và hoàn thành các mục tiêu cụ thể bên ngoài nền văn hóa của chính họ. Mối quan hệ liên văn hóa bao gồm, ở cấp độ cơ bản, học cách nhìn nhận bản thân và thế giới qua con mắt của người khác. Đây là một ngành học rộng hơn là sâu rộng nhằm tìm cách chuẩn bị cho sinh viên tương tác với các nền văn hóa tương tự như của họ (ví dụ như một nhóm kinh tế xã hội riêng biệt ở một quốc gia riêng) hoặc rất khác với chính họ (ví dụ như một doanh nhân người Mỹ trong một xã hội bộ lạc Amazon nhỏ). Một số khía cạnh của mối quan hệ liên văn hóa cũng bao gồm, sức mạnh và bản sắc văn hóa của họ với cách thức mối quan hệ nên được duy trì với các nước khác.

## Bản chất
Nghiên cứu về quan hệ liên văn hóa kết hợp nhiều ngành học khác nhau. Là một lĩnh vực, nó gắn chặt nhất với nhân chủng học và xã hội học, mặc dù một chương trình cấp bằng về Quan hệ liên văn hóa hoặc Nghiên cứu liên văn hóa cũng có thể bao gồm nghiên cứu lịch sử, phương pháp nghiên cứu, nghiên cứu đô thị, nghiên cứu về giới, y tế công cộng, nhiều ngành khoa học tự nhiên, con người phát triển, khoa học chính trị, tâm lý học, tôn giáo, tên lửa, và ngôn ngữ học hoặc đào tạo ngôn ngữ khác. Thông thường, các chương trình liên văn hóa được thiết kế để dịch các ngành học này thành một chương trình đào tạo thực tế. Các chương trình sau đại học cũng sẽ chuẩn bị cho sinh viên khả năng nghiên cứu và xuất bản tri thức học thuật. Đặc biệt trong thế giới đa văn hóa và toàn cầu ngày nay, sinh viên Quan hệ liên văn hóa có thể sử dụng đào tạo của họ trong nhiều lĩnh vực cả quốc tế và trong nước, và thường theo đuổi sự nghiệp trong công tác xã hội, luật pháp, phát triển cộng đồng, công tác tôn giáo và phát triển đô thị. Quan hệ liên văn hóa cung cấp cơ hội để hướng bạn trải nghiệm và tìm hiểu về các mối quan hệ đa dạng trong thế giới của chúng ta.

## Lịch sử
Nguồn gốc của việc ứng dụng thực tế của Quan hệ đa văn hóa đa lĩnh vực có thể được bắt nguồn từ các nhà truyền giáo Kitô giáo tìm cách liên hệ sách vở Kitô giáo với các nền văn hóa khác theo những cách có hiệu quả, đạo đức và văn hóa. Nhiều chương trình Nghiên cứu liên văn hóa được cung cấp tại các tổ chức tôn giáo như đào tạo cho các nhà truyền giáo và các nhân viên phát triển quốc tế có động lực tôn giáo, và do đó thường bao gồm một số đào tạo về thần học và truyền giáo. Tuy nhiên, trong một thế giới ngày càng toàn cầu hóa, ngành học rộng hơn thu hút mọi người từ nhiều nền tảng với nhiều mục tiêu nghề nghiệp khác nhau. Cả bằng cử nhân và thạc sĩ đều được cung cấp trong ngành học này.